# Lily Serna
Lily Serna   (Jerusalem, 5 de juliol de 1986) és una matemàtica i presentadora de televisió australiana, millor coneguda per presentar conjuntament el programa de jocs de l'SBS Letters and Numbers (2010-2012) i el programa de cuina Destination Flavor (2012 - present).

## Educació
Nascuda a Jerusalem, Serna va assistir a Cheltenham Girls 'High School a Sydney, Austràlia, i es va graduar a la Universitat de Tecnologia Sydney el 2009, amb una llicenciatura en Matemàtiques i Finances i una llicenciatura en Estudis Internacionals. L'agost de 2010, va començar a co-presentar Letters and Numbers com el gurú aritmètic del programa, mentre completava els honors d'estudiar a temps parcial en matemàtiques amb aplicacions en biologia, observant els efectes de les inundacions al riu Fitzroy i a la Gran barrera de corall. L'agost de 2012, va ser nomenada Ambaixadora de Numeració per a la Setmana Nacional de l'Alfabetització i la Numeració, i al setembre va ser membre de la Junta de l'Institut Australià de Ciències Matemàtiques. Serna pretén completar un Ph.D. en ciència ambiental.